# فيشنو فيشال
فيشنو فيشال هو ممثل هندي، ولد في 17 يوليو 1984 بتشيناي في الهند.

## وصلات خارجية
- فيشنو فيشال على موقع إي آس بي آن كريك إنفو (الإنجليزية)

- فيشنو فيشال على موقع IMDb (الإنجليزية)
- فيشنو فيشال على موقع قاعدة بيانات الفيلم (الإنجليزية)